# Nati nel 1690
| Questa pagina contiene informazioni ricavate automaticamente dalle voci biografiche con l'ausilio del template Bio e di un bot. L'aggiornamento è periodico e automatico e ricostruisce completamente la pagina. Se manca una persona in questa lista, sei pregato di non aggiungerla, ma accertati piuttosto che la sua voce biografica contenga il template Bio e che i dati anagrafici siano correttamente compilati. Se il template Bio manca, inseriscilo tu stesso o, in alternativa, metti l'avviso {{tmp\|Bio}} che ne segnala la mancanza. Se i dati riportati sono sbagliati, correggi direttamente la voce biografica; le modifiche saranno visibili in questa lista entro pochi giorni. Per chiarimenti vedi il progetto biografie. La lista contiene solo le 105 persone che sono citate nell'enciclopedia e per le quali è stato implementato correttamente il template Bio. Pagina aggiornata al 2 mar 2025. |

## Gennaio(2)
- 22 gennaio - Nicolas Lancret, pittore francese († 1743)
- 25 gennaio - Jean-Paul de Rome d'Ardène, botanico, agronomo e presbitero francese († 1769)

## Febbraio(10)
- 1º febbraio - Francesco Maria Veracini, compositore e violinista italiano († 1768)
- 4 febbraio - Christian Müller, organaro tedesco († 1763)
- 6 febbraio - Giovanni Battista Maini, scultore italiano († 1752)
- 7 febbraio - Carlo Federico II di Württemberg-Oels, generale prussiano († 1761)
- 9 febbraio - Vittoria Francesca di Savoia, nobile italiana († 1766)
- 14 febbraio - Jakob Ernst von Liechtenstein-Kastelkorn, arcivescovo cattolico austriaco († 1747)
- 17 febbraio - Marcello Papiniano Cusani, arcivescovo cattolico italiano († 1766)
- 19 febbraio - Agostino Maria Neuroni, vescovo cattolico svizzero († 1760)
- 22 febbraio - Daniele Farlati, gesuita e storico italiano († 1773)
- 28 febbraio - Aleksej Petrovič Romanov, nobile russo († 1718)

## Marzo(8)
- 1º marzo - Silvio Valenti Gonzaga, cardinale, arcivescovo cattolico e collezionista d'arte italiano († 1756)
- 1º marzo - Vittorio Amedeo I di Savoia-Carignano, principe italiano († 1741)
- 10 marzo - Giambattista Rossi, presbitero italiano († 1746)
- 10 marzo - Johann Jakob Schmauss, storico e giurista tedesco († 1757)
- 17 marzo - Giovanni Battista Sacchetti, architetto italiano († 1764)
- 18 marzo - Christian Goldbach, matematico tedesco († 1764)
- 23 marzo - Casimiro Guglielmo d'Assia-Homburg, principe tedesco († 1726)
- 27 marzo - Marco Antonio Ginanni, letterato, politico e araldista italiano († 1770)

## Aprile(4)
- 8 aprile - Domenico Maria Manni, filologo, editore e storico italiano († 1788)
- 20 aprile - Giuseppe Maria Gonzaga, nobiluomo italiano († 1746)
- 22 aprile - John Carteret, II conte Granville, politico britannico († 1763)
- 25 aprile - Gottlieb Muffat, compositore, clavicembalista e organista tedesco († 1770)

## Maggio(3)
- 10 maggio - Jean Moreau de Séchelles, funzionario e politico francese († 1760)
- 30 maggio - Anton Sturm, scultore austriaco († 1757)
- 30 maggio - Pierre Vigné de Vigny, architetto francese († 1772)

## Giugno(6)
- 2 giugno - Louis Petit de Bachaumont, scrittore francese († 1771)
- 3 giugno - François de Pâris, francese († 1727)
- 9 giugno - Michel-Étienne Turgot, politico francese († 1751)
- 13 giugno - Giorgio Alberto della Frisia orientale, principe († 1734)
- 15 giugno - Jan Aleksander Lipski, cardinale e vescovo cattolico polacco († 1746)
- 24 giugno - Maria Giovanna Clementi, pittrice italiana († 1761)

## Luglio(6)
- 4 luglio - Donato II Silva, nobile, letterato e mecenate italiano († 1779)
- 19 luglio - Filippo Raguzzini, architetto italiano († 1771)
- 22 luglio - Alderano I Cybo-Malaspina, sovrano italiano († 1731)
- 22 luglio - Mondilio Orsini, patriarca cattolico italiano († 1751)
- 24 luglio - Marino Bozzatini, vescovo cattolico italiano († 1754)
- 25 luglio - Ferdinand von Plettenberg, nobile tedesco († 1737)

## Agosto(2)
- 9 agosto - Lorenzo Gaetano Zavateri, compositore e violinista italiano († 1765)
- 31 agosto - Giuseppe Gaetano Grimaldi, pittore italiano († 1748)

## Settembre(4)
- 9 settembre - Nicolas-Charles de Saulx-Tavannes, cardinale e arcivescovo cattolico francese († 1759)
- 18 settembre - Carlo Ludovico di Schleswig-Holstein-Sonderburg-Beck, ufficiale tedesco († 1774)
- 23 settembre - Giuseppe Bazzani, pittore italiano († 1769)
- 28 settembre - James Murray, II duca di Atholl, nobile scozzese († 1764)

## Ottobre(6)
- 8 ottobre - Jaime Casellas, compositore spagnolo († 1764)
- 14 ottobre - Olivio Sozzi, pittore italiano († 1765)
- 14 ottobre - Leopoldo Filippo d'Arenberg, politico spagnolo († 1754)
- 17 ottobre - Giovanni Antonio Cucchi, pittore italiano († 1771)
- 19 ottobre - Giuseppe Maria Carretti, compositore italiano († 1774)
- 28 ottobre - Peter Tordenskjold, ammiraglio norvegese († 1720)

## Novembre(11)
- 4 novembre - Guillaume Hyacinthe Bougeant, gesuita e storico francese († 1743)
- 4 novembre - Pietro Maria Trevisan Suarez, vescovo cattolico italiano († 1750)
- 5 novembre - Carlo Giuseppe Merlo, architetto e ingegnere italiano († 1760)
- 5 novembre - Federico Luigi di Württemberg-Winnental, militare tedesco († 1734)
- 7 novembre - Domenico Marquardo di Löwenstein-Wertheim-Rochefort, nobile tedesco († 1738)
- 12 novembre - Ludovico Merlini, cardinale e arcivescovo cattolico italiano († 1762)
- 17 novembre - Noël-Nicolas Coypel, pittore francese († 1734)
- 22 novembre - François Colin de Blamont, compositore francese († 1760)
- 22 novembre - José Alfonso Meléndez, arcivescovo cattolico spagnolo († 1753)
- 28 novembre - Carlo Lodoli, religioso e teorico dell'architettura italiano († 1761)
- 29 novembre - Cristiano Augusto di Anhalt-Zerbst, generale prussiano († 1747)

## Dicembre(8)
- 1º dicembre - Karl Philipp von Greiffenclau zu Vollrads, vescovo cattolico tedesco († 1754)
- 1º dicembre - Philip Yorke, I conte di Hardwicke, politico inglese († 1764)
- 3 dicembre - Ernst Johann Biron, duca († 1772)
- 5 dicembre - Giambattista Mariotti, pittore italiano († 1749)
- 6 dicembre - Matteo Vinzoni, cartografo italiano († 1773)
- 11 dicembre - José Ribeiro da Fonseca, vescovo cattolico portoghese († 1752)
- 11 dicembre - Domenico Zicari, arcivescovo cattolico italiano († 1760)
- 22 dicembre - Maria Gabriella Eleonora di Borbone, badessa francese († 1760)

## Senza giorno specificato(35)
- Giovanni Battista Angelini, storico italiano († 1767)
- Francesco Anichini, archivista e storico italiano († 1753)
- Nicolaus Ephraim Bach, organista e compositore tedesco († 1760)
- Francesco Barsanti, compositore, flautista e oboista italiano († 1770)
- Charles Bridgeman, architetto del paesaggio inglese († 1738)
- Richard Cassels, architetto irlandese († 1751)
- Fortunato Chelleri, compositore italiano († 1757)
- Francesco Ciampi, compositore e violinista italiano
- Scipione Cignaroli, pittore italiano († 1753)
- Christopher Condent, pirata inglese († 1770)
- Jonathan Eybeschutz, rabbino polacco († 1764)
- Laudadio Formiggini, banchiere, imprenditore e mercante italiano († 1763)
- Jacob Frese, poeta finlandese († 1729)
- Filippo Gentili, nobile italiano († 1753)
- Domenico Giorgi, presbitero e letterato italiano († 1747)
- Giuseppe Giovanni Adamo del Liechtenstein, principe austriaco († 1732)
- Hubert de Brienne, ammiraglio francese († 1777)
- William Kerr, III marchese di Lothian, nobile scozzese († 1767)
- Edward Low, pirata inglese († 1724)
- Joseph Meck, compositore e violinista tedesco († 1758)
- Michele Antonio Milocco, pittore italiano († 1772)
- Andrea Pacini, cantante, compositore e religioso italiano († 1764)
- Fortunato Pasquetti, pittore italiano († 1773)
- Pietro Passalacqua, architetto italiano († 1748)
- Angelo Piò, scultore italiano († 1770)
- Michelangelo Prunati, pittore italiano († 1756)
- Henry Reinhold, basso tedesco († 1751)
- Nicola Maria Rossi, pittore italiano († 1758)
- Giuseppe Schirò, arcivescovo cattolico italiano († 1769)
- Ignaz Schwarz, teologo tedesco († 1763)
- Orazio Solimena, pittore italiano († 1792)
- Paolo Antonio Testore, liutaio italiano († 1767)
- Jaime de Guzmán-Dávalos y Spínola, generale e politico spagnolo († 1767)
- Charlotte Helene von Schindel, nobildonna danese († 1752)
- Cristoforo Žefarović, artista e scrittore bulgaro († 1753)